# Darstellung des Herrn

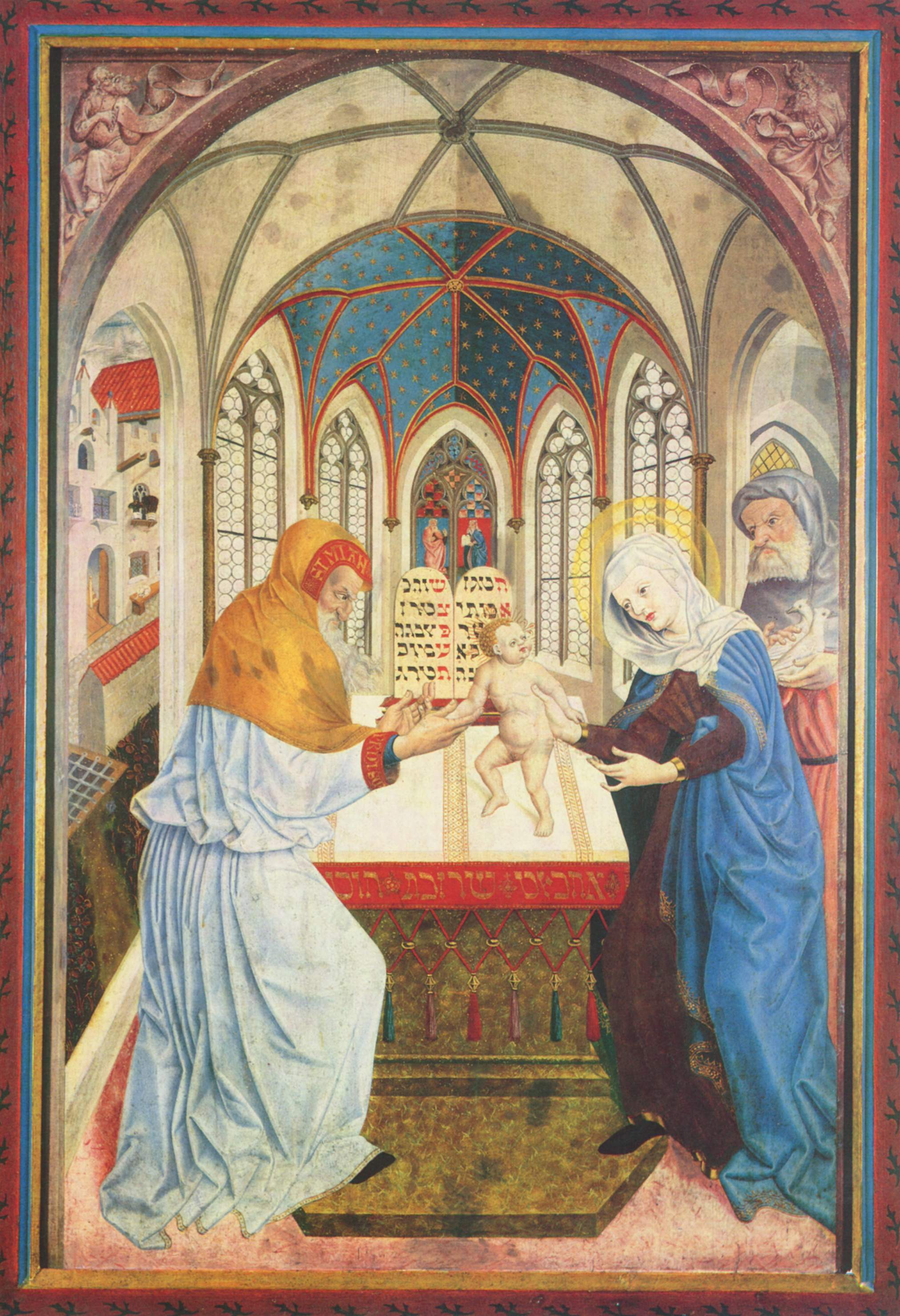
Darbringung im Tempel (Meister der Pollinger Tafeln, 1444)

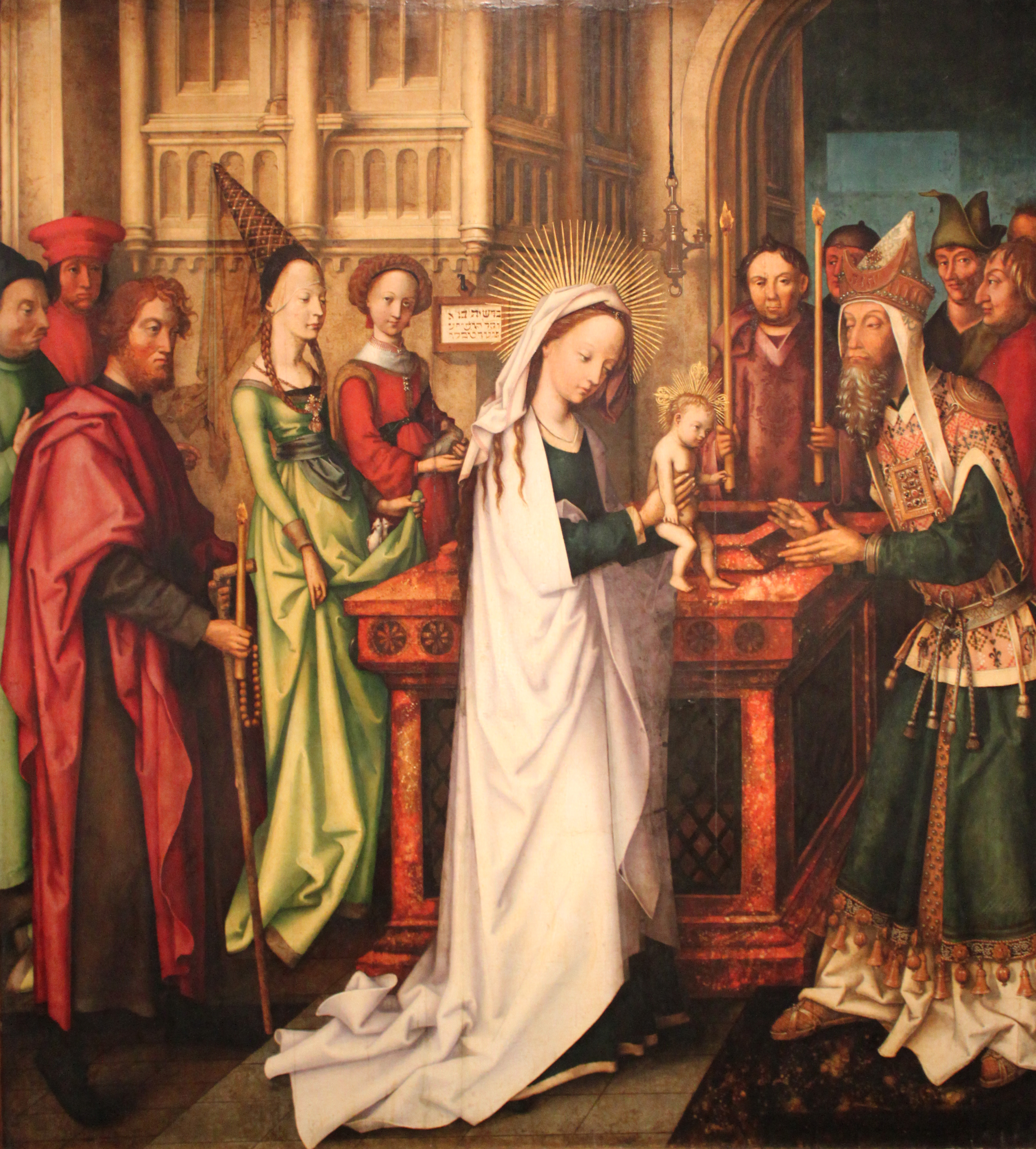
Darstellung des Herrn (Hans Holbein der Ältere, 1501, Hamburger Kunsthalle)

Darstellung des Herrn, lateinisch Praesentatio Jesu in Templo, auch Darbringung im Tempel, altertümlich Jesu Opferung im Tempel, früher auch Mariä Reinigung, lateinisch Purificatio Beatae Mariae Virginis, volkstümlich auch Mariä Lichtmess oder (veraltet) Unser Lieben Frauen Lichtweihe, ist ein christliches Fest im liturgischen Jahr, das am 2. Februar, dem vierzigsten Tag der Weihnachtszeit, begangen wird. In der Ostkirche heißt es Begegnung des Herrn (griechisch Ὑπαπαντὴ τοῦ Κυρίου Ypapanti tou Kyriou, kirchenslawisch сърѣтениıе господьн̑е).

## Biblische Zusammenhänge
Die Erzählung von der Darstellung Jesu, die sich an einen kurzen Hinweis auf dessen Beschneidung am achten Tag nach seiner Geburt (Lk 2,21 ) anschließt, berichtet von zwei hier ineinander verwobenen Riten, die in Vorschriften des biblischen Buches Leviticus ihre Wurzeln haben. Die bei Lukas geschilderte Abfolge (Beschneidung – Reinigung der Frau – Heiligung der Erstgeburt) entspricht dem von der Tora vorgeschriebenen Zeitschema.

### Reinigungsopfer
Nach dem biblischen Gesetz des Mose gilt die Frau nach der Geburt eines Knaben 40 Tage (sieben plus 33 Tage (Lev 12,2–4 )) und nach der Geburt eines Mädchens 80 Tage (14 plus 66 Tage (Lev 12,5 )) als unrein (Lev 12,1–8 ), siehe auch Nidda (Judentum). Zur Zeit des Tempelkultes hatte sie nach diesen Tagen als Reinigungsopfer einem Priester ein Schaf und eine Taube zu übergeben. Ärmere Menschen übergaben ersatzweise zwei Turteltauben oder andere Tauben (Lev 12,8 ).

### Heiligung des Erstgeborenen
Zudem wurde der erstgeborene Sohn in Erinnerung an die Pessach-Nacht als Eigentum Gottes angesehen (Ex 13,2.15 ) und ihm im Tempel übergeben („dargestellt“), wo er durch ein Geldopfer (Num 18,16 ) auszulösen war. Die Lukas-Erzählung von der Darstellung des Herrn berichtet von dieser Erstgeburtsweihe, nicht aber von der Auslösung, die im traditionellen Judentum immer noch praktiziert wird (Pidjon ha-Ben).

### Begegnung mit Simeon und Hanna
Laut dem Text im Lukasevangelium (Lk 2,25–38 ) kommt es im Tempel zur Begegnung mit Simeon und der greisen Prophetin Hanna (Anna). Der griechische Begriff Ὑπαπαντή (Ipapanti) ‚Begegnung‘ für das liturgische Fest scheint sich auf diese Episode zu beziehen. In der Ostkirche besteht die Tradition, dass Simeon einer der Gelehrten gewesen sein soll, die die Septuaginta verfasst hatten. Er hätte demnach ein übernatürliches Alter von 278 Jahren erreicht. Simeon soll es laut dieser Tradition zugefallen sein, den Text von Jesaja (7,14) zu übersetzen („Siehe, die Jungfrau hat empfangen, sie gebiert einen Sohn und wird ihm den Namen Immanuel geben“). Das hebräische Wort ʿalmâ, das sowohl „Jungfrau“ als auch einfach „junge Frau“ heißen kann, habe er dabei erst auf Eingebung des Heiligen Geistes mit griech. παρθένος ‚Jungfrau‘ übersetzt, so dass der griechische Text im Gegensatz zum hebräischen Original erstmals die Prophezeiung der jungfräulichen Geburt explizit machte. Aufgrund der Zweifel Simeons an der Richtigkeit dieser Übersetzung sei ihm vorhergesagt worden, er werde so lange leben, bis er dieses Kind mit eigenen Augen sähe (Lukas 2,26). Diese Tradition ist mittelalterlich und findet sich zuerst, als eine von fünf möglichen Identifizierungen von Simeon, bei Dionysius bar Salibi (12. Jh.); sie bestand möglicherweise seit dem 10. Jh., ein Gelehrter namens Simeon (Samʿan) wird bereits im Zusammenhang mit der Übersetzung der Stelle bei Jesaja erwähnt im arabischen Text von Eutychios von Alexandria. Der „Lobgesang des Simeon“ (Nunc dimittis) ging in die Liturgie sowohl der Ost- wie auch der Westkirche ein.

## Liturgie

Hans Memling: Darstellung Christi im Tempel, um 1463

Das kirchliche Fest Darstellung des Herrn geht auf das 4. Jahrhundert zurück. Es entstand in Jerusalem als Nebenfest von Christi Geburt und wurde ursprünglich nur als „vierzigster Tag der Geburt unseres Herrn Jesus Christus“ bezeichnet. Bezeugt ist es bereits im Bericht der Egeria über ihre Reise ins Heilige Land (um 400). Das Festdatum war anfangs der 14. Februar (40 Tage nach dem Fest der Erscheinung des Herrn am 6. Januar), ab 542 auf Anordnung Kaiser Justinians der 2. Februar, also 40 Tage nach dem Hochfest der Geburt Jesu Christi am 25. Dezember, das sich in der Westkirche inzwischen als die Feier der Geburt Jesu durchgesetzt hatte. Der 25. Dezember ist nach liturgischer Zählweise als erster Tag des Vierzig-Tage-Zeitraums mitzuzählen. Mit dem Fest der Darstellung des Herrn sind in der Liturgie der römisch-katholischen Kirche die Kerzenweihe und die anschließende Prozession oder Statio mit brennenden Kerzen verbunden.

### Geschichte
Stand ursprünglich die von Lukas überlieferte Geschichte von der Darstellung Jesu im Zentrum des Festes, so traten alsbald weitere Motive hinzu. Die Darstellung des Herrn, der nach den neutestamentlichen Weihnachtsgeschichten in Bethlehem geboren worden war, wurde zum ersten Einzug Jesu in die Davidstadt Jerusalem. Der antike Brauch, nach dem die Bewohner einer Stadt ihrem Herrscher bei seinem ersten Besuch entgegenzogen, wurde schon früh in die Festliturgie mit einbezogen. Auf dem Weg von Jerusalem nach Bethlehem lag ein Kloster, das eine Frau namens Hikelia gegründet hatte. Hikelia soll die Mönche mit Kerzen ausgestattet haben, um damit Christus entgegenzugehen und anschließend mit ihm gemeinsam in die heilige Stadt zu ziehen. In dieser Legende wurzelt die im 5. Jahrhundert entstandene Lichterprozession, die noch in der römisch-katholischen Kirche einen festen Platz in der Festtagsliturgie hat und unter anderem mit der neutestamentlichen Bibelstelle Lk 2,32  begründet wird. Die örtliche Pfarrkirche stellt in dieser liturgischen Inszenierung symbolisch die heilige Stadt Jerusalem dar, in der Christus gegenwärtig ist. Beim Einzug in die Kirche kommen die Prozessionsteilnehmer Christus entgegen. So begleiten sie sein Kommen in unsere Welt mit dem Licht der Kerzen, die zu diesem Fest besonders geweiht wurden. Im 6. Jahrhundert, unter dem byzantinischen Kaiser Justinian I., wurde es auch als „Fest der Begegnung“ mit Simeon und Hanna gefeiert. Die Festgeheimnisse – Darstellung, Erleuchtung der Heiden, Lichtprozession – klingen an in dem von Maria Luise Thurmair verfassten Liedtext Seht unsers Herrn Erbarmen im Tempel dargestellt, von einer Jungfrau Armen erstrahlend aller Welt.
Im Lauf der weiteren Entwicklungen verschob sich der Schwerpunkt des Darstellungsfests von Jesus auf die Mutter Jesu. Aus dem Fest der Darstellung des Herrn wurde Mariä Reinigung und Mariä Lichtmess. Seit der Liturgiereform der 1960er-Jahre gilt es wieder als Herrenfest. Seit 1997 wird das Fest der Darstellung des Herrn auch als Tag des geweihten Lebens begangen.
Mit der Vorverlegung des Festes vom 14. auf den 2. Februar entstand eine zeitliche Nähe zum Gedenktag des hl. Blasius am 3. Februar und dem mit ihm verbundenen Sakramentale des Blasiussegens. Der Blasiussegen wird in der römisch-katholischen Kirche seit dem 16. Jahrhundert gespendet. Oft wird dieser Segen auch schon nach der Heiligen Messe am Abend des Festes der Darstellung des Herrn erteilt.

### Liturgischer Kalender
Lichtmess ist in der katholischen Kirche dem Weihnachtszeitsfestkreis zugeordnet. Die eigentliche Weihnachtszeit (liturgische Farbe Weiß) endet am Fest der Taufe des Herrn. Dieses war vor der Liturgiereform des Zweiten Vatikanischen Konzils (Messbuch von 1962) der Oktavtag (13. Januar) des Hochfestes der Erscheinung des Herrn (Epiphanias) am 6. Januar. Mit der Reform (Messbuch von 1970/2000) wurde das Fest der Taufe des Herrn auf den Sonntag nach Erscheinung des Herrn verlegt, der je nach Lage der Wochentage auf den Zeitraum vom 7. bis 13. Januar fällt. Unabhängig von der Reform folgt liturgisch ein Tempus per annum (heute: Zeit im Jahreskreis) mit der liturgischen Farbe Grün, die allenfalls durch höherrangige Feste verdrängt wird. In vielen katholischen Kirchen und Häusern bleiben aber die Krippe oder auch der Weihnachtsbaum als Form des Brauchtums bis zum 2. Februar stehen – örtlich noch mit dem Ritus der Krippenschließung verbunden. Nach dem alten Kalender konnte der 2. Februar bei frühem Ostertermin schon in die Vorfastenzeit (Septuagesima, liturgische Farbe Violett) fallen, die mit der Liturgiereform abgeschafft wurde.
Im evangelischen Kirchenjahr wird Epiphanias zwar von vielen als der Abschluss der Weihnachtszeit angesehen, der liturgische Kalender des Evangelischen Gottesdienstbuches sieht den Weihnachtsfestkreis aber erst mit der Woche nach dem letzten Sonntag nach Epiphanias (liturgische Farbe Weiß) als beendet an. Nach der Perikopenrevision von 2017, erstmals für das Kirchenjahr 2018/2019 gültig, ist dies die (mit dem fraglichen Sonntag beginnende liturgische) Woche, in die der 2. Februar fällt. Tageslied für den 2. Februar ist Im Frieden dein, o Herre mein oder Luthers Mit Fried und Freud ich fahr dahin, beides Nachdichtungen des Nunc dimittis. Das Fest wird nur noch in relativ wenigen lutherischen Gemeinden gottesdienstlich begangen.
Die Ostkirche nennt das Fest Hypapante (Ὑπαπαντή = Begegnung). Sie betont den Aspekt der Begegnung des Erlösers mit den Frommen Simeon und Hanna, die ihn erwarten. In einer Formulierung der dritten Antiphon der Festtagsliturgie klingt bereits das Ostermysterium an, dessen Vorbereitungsphase, die Vorfastenzeit, schon vor dem Begegnungsfest beginnen kann. Siehe auch Servikon: Gesangsstück in altserbischer Sprache für den Feiertag Mariä Reinigung.
In der altkatholischen Kirche endet die Weihnachtszeit immer erst an Mariä Lichtmess.
Auch die anglikanischen Kirchen begehen das Fest der Darstellung des Herrn. Die lutherische Kirche behielt das Datum in ihrem liturgischen Kalender bei.
Biblische Lesungen sind in der katholischen Liturgie für das Herrenfest Darstellung des Herrn Mal 3,1–4 , Hebr 2,11–18  und Lk 2,22–40 , im evangelischen Gottesdienst am Tag der Darstellung Jesu im Tempel (Lichtmess) 2. Mose 13,1.2.14–16 , Lk 2,22–35(36–40)  und Hebr 2,14–18 .

## Ikonographie
Die Szene der Darstellung ist eine häufige Episode in Leben-Jesu-Zyklen, wird aber wegen der thematischen und formalen Nähe zur nicht identischen Beschneidung des Herrn leicht mit dieser verwechselt. Meist wird nur eines der beiden Ereignisse dargestellt.

## Rezeption
Um 1485 schuf Lorenzo Costa der Ältere das Altarbild Die Darstellung Christi im Tempel.
1342 schuf Ambrogio Lorenzetti das Gemälde Darstellung im Tempel, siehe Darstellung im Tempel (Ambrogio Lorenzetti).

## Tradition und Volksmund

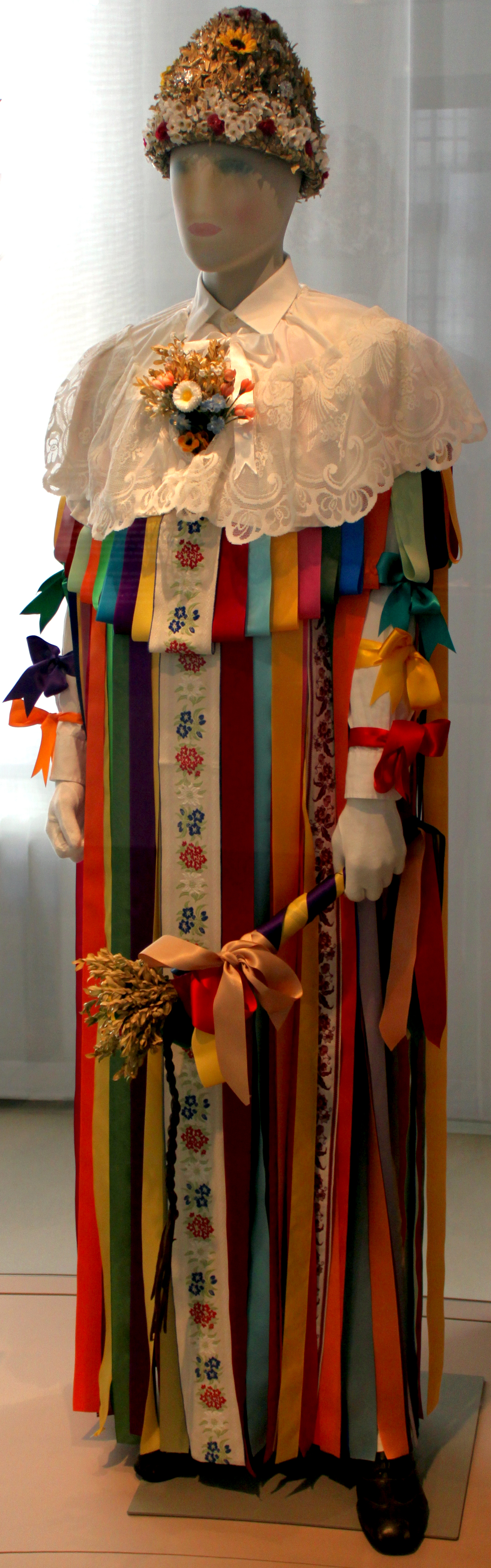
Kostüm eines Lichtmess-Läufers in Spergau (Stadtteil von Leuna)

Das Lichtfest war in früherer Zeit ein wichtiges Datum (Lostag) im Jahreslauf. Mit ihm verbanden sich Zahlungsfristen, zeitliche Fixierungen von Arbeitsverhältnissen. Außerdem bezogen sich manche volkstümliche Bräuche, Sprichwörter, Reime und Wetterregeln auf diesen Festtag.
Mit dem 2. Februar begann das „Bauernjahr“, von da ab kann je nach den Umständen die Feldarbeit wieder aufgenommen werden. An diesem Tag endete das Dienstboten- und „Knechtsjahr“. Das Gesinde bekam den Rest seines Jahreslohnes ausbezahlt und konnte – oder musste – sich eine neue Dienststelle suchen oder das Arbeitsverhältnis beim alten Dienstherrn, üblicherweise durch Handschlag, um ein weiteres Jahr verlängern. Meist wurde von den Dienstboten das von ihnen aufgezogene Geflügel verkauft (siehe dazu Glanglmarkt). Am Tag danach, dem Schlenggeltag, begann der kurze Zeitraum bis zum Agathatag am 5. Februar, an dem der Umzug zum neuen Arbeitgeber zu vollziehen war und der für die Dienstboten eine Art Urlaub darstellte. Verbreitet war auch der Brauch, dem Gesinde zu Lichtmess ein Paar Schuhe als Lohn zu geben, für die weitere Arbeit, oder die Arbeitssuche. Zu Lichtmess wurden also die Belegschaften durcheinander gewürfelt und Liebschaften unter Dienstboten, denen das Heiraten lange Zeit nicht gestattet war, hielten oft nur bis zu diesem Zeitpunkt, woher die Redensart „neue Schuhe, neue Liebe“ stammt.
Außerdem sollte der Bauer an Lichtmess noch die Hälfte des Winterfuttervorrates für die Tiere im Lager haben.
An Mariä Lichtmess ging die „Kunstlicht-Zeit“ zu Ende, in der man bei künstlichen Lichtquellen arbeitete, ebenso die Spinnstubenzeit.
- Besondere Bräuche zu Lichtmess im Leunaer Stadtteil Spergau sind seit dem 17. Jahrhundert bekannt. Das farbenprächtige Kostüm des Lichtmessläufers in Spergau besteht aus vielen bunten Bändern und Blumenschmuck, die das wieder erwachende Leben und den Frühling darstellen. Der Läufer zieht zusammen mit weiteren kostümierten Figuren (Sänger, Händler, Guckkastenmann, Küchenburschen, Registrator, Pritscher, Erbs(stroh)bär, Pferden und Soldaten) durch die Straßen von Haus zu Haus.
- Im Fürstentum Liechtenstein ist der 2. Februar ein gesetzlicher Feiertag, in Bayern war er es bis 1912. [23]
- In manchen Regionen, z. B. in Teilen Westdeutschlands, Süddeutschlands, Sachsens und in einigen Regionen des Erzgebirges sowie in Nord- und Südtirol ist es nach wie vor üblich, den weihnachtlichen Schmuck bis zum 2. Februar stehen zu lassen.
- Anlässlich des Festes wird regional traditionelles Lichtmessgebäck angeboten.[24]
- In Sachsen und in einigen Regionen des Erzgebirges wird an Lichtmess das Ende der Weihnachtszeit mit einer Lichtmessvesper begangen. Anschließend wird die Weihnachtsbeleuchtung ausgelöscht und ein Festessen ausgerichtet.[25]
- In Luxemburg gehen die Kinder unter zwölf Jahren am Abend des Tages mit selbst gebastelten Laternen durch die Straßen und bitten an den Haustüren um Süßes oder eine Geldspende. Bei dem Umzug wird ein Lied gesungen.
- Bis zum 2. Februar, dem chandeleur, bleiben in Frankreich und Belgien die Krippen in den Häusern stehen. An Lichtmesstag gibt es in Frankreich und Belgien üblicherweise Crêpes (Pfannkuchen), denen eine ganze Symbolik zugesagt wird.[26]
- In vielen Gemeinden, in denen die schwäbisch-alemannische Fastnacht gefeiert wird, gilt Lichtmess als Beginn der Fastnacht.
- Das Tageslicht soll gegenüber dem Zeitpunkt der Wintersonnenwende, also der längsten Nacht, „an Weihnachten um einen Hahnentritt, an Neujahr um einen Männerschritt, an Dreikönig um einen Hirschensprung und an Lichtmess um eine ganze Stund’“ länger sein.
- Es gibt mehrere Bauernregeln, die Sonnenschein an Lichtmess als ein schlechtes Zeichen für den bevorstehenden Frühling werten.

  Ist’s an Lichtmess hell und rein,

  wird ein langer Winter sein.

  Wenn es aber stürmt und schneit,

  ist der Frühling nicht mehr weit.

  Ist’s zu Lichtmess klar und hell,

  kommt der Frühling nicht so schnell.

  Sonnt sich der Dachs in der Lichtmess-Woch’,

  kriecht er noch sechs Wochen in sein Loch.
- Der Groundhog Day, die Beobachtung des Verhaltens eines Murmeltieres an diesem Tag in Nordamerika (besonders in Punxsutawney, Pennsylvania), ist die Übertragung dieser Naturbeobachtung in den Kontext der Neuen Welt; filmisch bearbeitet in Und täglich grüßt das Murmeltier.
- Eine weitere Bauernregel besagt:

  Ein Baum, gepflanzt St. Michael,

  der wächst von Stund’ an auf Befehl.

  Ein Baum, gepflanzt an Lichtmess erst,

  sieh zu, wie du den wachsen lehrst.
- Um Lichtmess findet die Frühmesse meist wieder bei Tageslicht statt.
- Ab dem 2. Februar könne wieder bei Tageslicht zu Abend gegessen werden: „Maria Lichtmess, bei Tag z’Nacht gess“.
- Die Candlemasinseln (Lichtmessinseln) wurden nach dem Tag ihrer Entdeckung, dem 2. Februar 1775, benannt.
- Früher glaubte man, dass am Vorabend zu Lichtmess Hexen einen Hexensabbat feiern (vgl. Imbolg).[28]

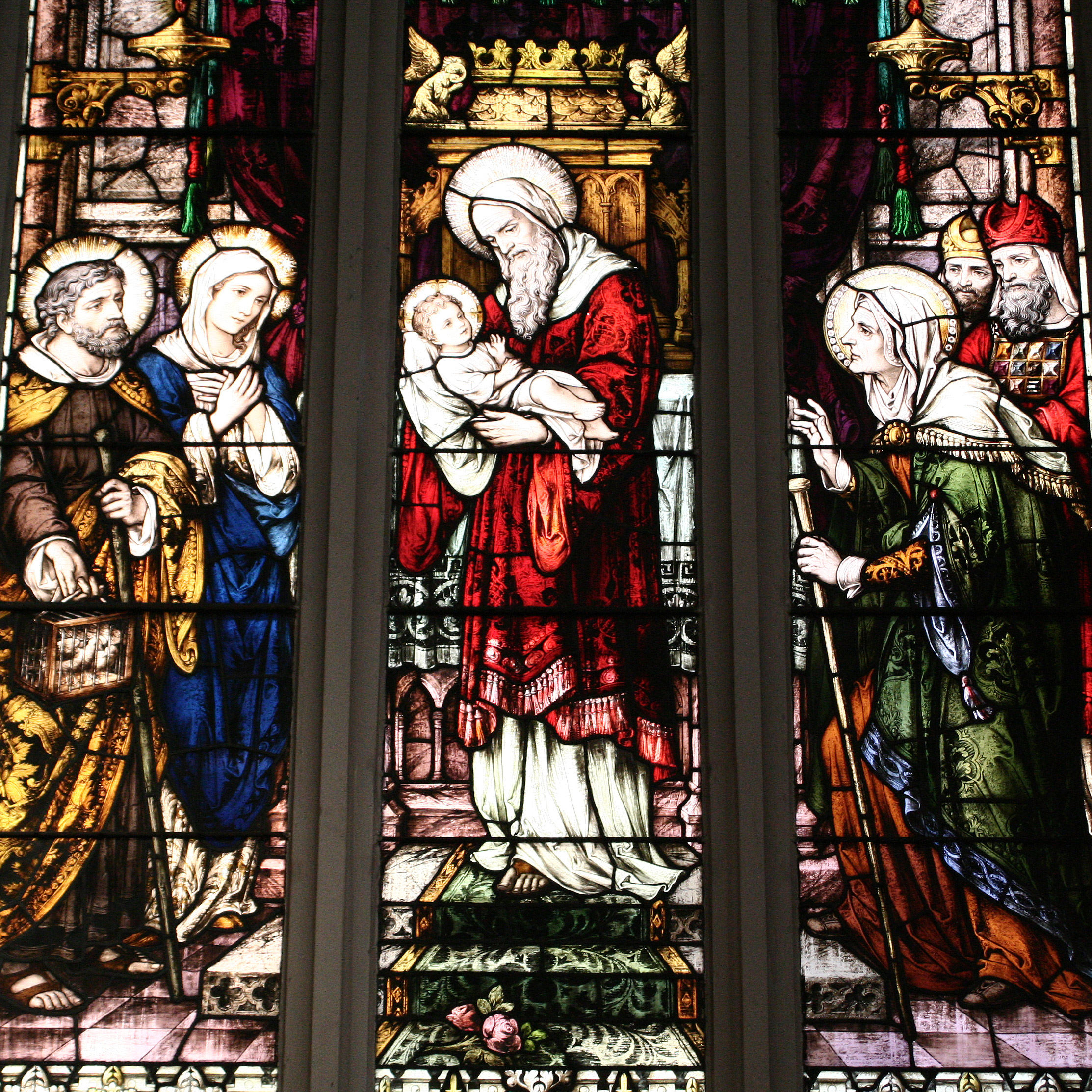
Darstellung des Herrn (Kathedrale von Toronto, Mayer’sche Hofkunstanstalt)